# UFRaw
UFRaw (ang. Unidentified Flying Raw) – program komputerowy służący do odczytu i edycji plików RAW, tworzonych przez wiele rodzajów cyfrowych aparatów fotograficznych. UFRaw jest dostępny jako niezależna aplikacja (standalone), wtyczka do GIMPa oraz rozszerzenie F-Spota. Jako program samodzielny może być uruchamiany z graficznym interfejsem lub jako narzędzie skryptowe.
UFRaw odczytuje pliki raw, używając dcraw i dostarcza system zarządzania kolorem poprzez LittleCMS.
Dzięki wykorzystaniu dcraw program jest w stanie obsługiwać niemal wszystkie formaty raw, tworzone przez aparaty różnych producentów.